# Beatriz Doumerc

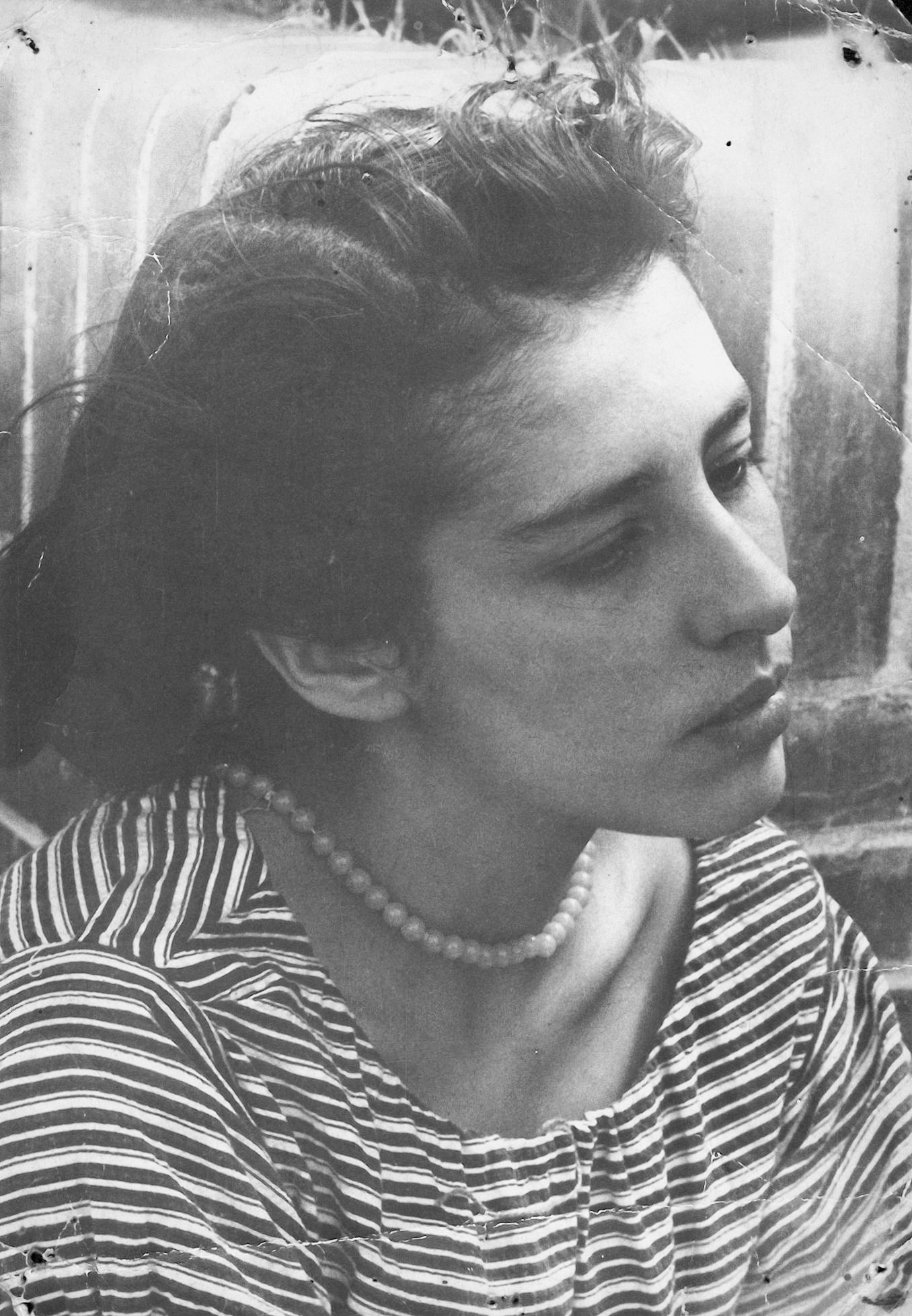
Beatirz Doumerc de Barnes en su juventud.

Beatriz Doumerc (1929 - Barcelona, 26 de marzo de 2014) fue una escritora argentina, famosa ante todo por sus obras de literatura infantil.

## Biografía
Vivió en Italia desde 1977 hasta 1984; año en el que comenzó a residir en Barcelona, España, hasta su muerte. Sus libros se publicaron en Argentina, España, Italia, Venezuela, Uruguay y Suecia. Su obra ha sido galardonada en América y Europa.
Se casó con el ilustrador Ayax Barnes, quien ilustró muchos de sus textos.

## Obras
- Cómo se hacen los niños (Buenos Aires, Schapire, 1974). Ilustración Ayax Barnes
- La línea (Buenos Aires, Granica, 1975). Premio Casa de las Américas 1975. Ilustración Ayax Barnes
- Truck sale de paseo (Buenos Aires, 1975). Ilustración Ayax Barnes
- El pueblo que no quería ser gris (Buenos Aires, Editorial Rompan Fila, 1975). Ilustración Ayax Barnes. [Fue prohibido por el decreto 1888 del 3 de septiembre de 1976].
- La pipa de Juan (Madrid, Nueva Frontera, 1980)
- Blanca Rosa y Salem-Salim (Madrid, Nueva Frontera, 1980)
- Firulete en el trono (Madrid, Nueva Frontera, 1980)
- Tic Tac, el marciano (Madrid, Nueva Frontera, 1980)
- El búho Caramelo (Madrid, Nueva Frontera, 1980)
- La abeja Jovita (Madrid, Nueva Frontera, 1980)
- Zorrito y el cazador (Madrid, Nueva Frontera, 1980)
- Bruja Maruja contra Ogro Torvo (Madrid, Bruguera, 1981)
- El viaje de Ida/El viaje de Regreso (Estocolmo, Nordan, 1982).
- Aserrín, aserrán (Estocolmo, Nordan, 1984).
- Casos y cosas de gusano y mariposa (Madrid, Espasa Calpe, 1985).
- Caramelo va de paseo (Madrid, Espasa Calpe, 1985).
- Truck capitán intrépido (Barcelona, Juventud, 1986).
- Truck desaparece (Barcelona, Juventud, 1986).
- Truck en el circo (Barcelona, Juventud, 1986).
- Truck sale de noche (Barcelona, Juventud, 1986).
- De puerta en puerta (Madrid, Espasa Calpe, 1987).
- Tamarindo el pastelero (Barcelona, Juventud, 1987).
- El castillo embrujado (Barcelona, Juventud, 1987).
- Tal para cual (Barcelona, Destino, 1987).
- Daniel y los reyes (Barcelona, Destino, 1987). Este libro recibió el Premio Apel.les Mestres (Barcelona, 1986).
- Cuando todo pasa volando (Zaragoza, Edelvives, 1988).
- El pueblo que no quería ser gris (Rompan Filas Ediciones 1975).
- Un cuento grande como una casa (Madrid, Anaya, 1988). Este libro recibió el Premio Lazarillo (España, 1987).
- Eva Perón (Buenos Aires, Lumen, 1989)
- El pájaro Federico (Zaragoza, Edelvives, 1990).
- Una pluma con historia (Zaragoza, Edelvives, 1990).
- ¿Quién llegará primero? (Madrid, SM, 1990).
- Simón el dragón (Madrid, SM, 1990).
- Dos en apuros (Barcelona, Edebé, 1994).
- Vida de gato (Barcelona, Grijalbo-Mondadori, 1995).

También realizó adaptaciones de Gargantúa y Pantagruel (1986) y el Popol Vuh (1988) para la editorial española Lumen.